# 石羊石虎墓群
石羊石虎墓群，位于中国河北省承德市平泉市仓子，为承德市平泉县的一个全国重点文物保护单位，类型为古墓葬，公布时间为2013年5月。
石羊石虎墓群的历史年代为辽、金。